# Sonvilier
Sonvilier ist eine politische Gemeinde im Verwaltungskreis Berner Jura des Kantons Bern in der Schweiz. Der frühere deutsche Name Sumwiler wird heute nicht mehr verwendet.

## Geographie
Sonvilier liegt auf 802 m ü. M., 12 Kilometer ostnordöstlich von La Chaux-de-Fonds (Luftlinie). Das Dorf erstreckt sich im oberen Teil des Juralängstals Vallon de Saint-Imier beidseits der Schüss (französisch Suze), zwischen den Juraketten der Montagne du Droit im Norden und des Mont d’Amin im Süden.
Die Fläche des 23,8 km² grossen Gemeindegebiets umfasst einen Abschnitt des von der Schüss durchflossenen Talbeckens des Vallon de Saint-Imier. Nach Süden erstreckt sich das Gebiet auf die Antiklinale des Mont d’Amin, auf dem mit 1269 m ü. M. der höchste Punkt von Sonvilier erreicht wird. Im Norden reicht die Gemeindefläche über den steilen Südhang der Montagne du Droit auf den breiten Kamm dieser Kette (bis 1220 m ü. M.). Nördlich an die Montagne du Droit schliesst die Senke von La Chaux-d'Abel an, die geographisch zu den Franches-Montagnes (deutsch Freiberge) gehört. Diese über 1000 m hohe Hochfläche ist Teil des Plateaujuras, auf dem sich oberirdisch abflusslose Mulden mit Kuppen aus festerem Kalkstein abwechseln. Auf dem Plateaujura sowie auf den Kämmen der Montagne du Droit und des Mont d’Amin befinden sich ausgedehnte Jurahochweiden mit den typischen mächtigen Fichten, die entweder einzeln oder in Gruppen stehen. Von der Gemeindefläche entfielen 1997 4 % auf Siedlungen, 35 % auf Wald und Gehölze, 60 % auf Landwirtschaft, und etwas weniger als 1 % war unproduktives Land.
Zu Sonvilier gehören die Streusiedlung La Chaux-d’Abel (1040 m ü. M.) auf dem Plateaujura nördlich der Montagne du Droit sowie zahlreiche Einzelhöfe, die weit verstreut im Talboden und auf den Jurahöhen liegen. Nachbargemeinden von Sonvilier sind Renan, La Ferrière und Saint-Imier im Kanton Bern, Les Bois im Kanton Jura sowie Val-de-Ruz im Kanton Neuenburg.

## Geschichte

Luftbild (1950)

Die erste urkundliche Erwähnung des Dorfes unter dem Namen Sunvilier geht auf das Jahr 1298 zurück. Die aus der Gegend von Besançon stammenden Herren von Erguël gründeten im ausgehenden 11. Jahrhundert südöstlich von Sonvilier das Schloss Erguel, das Sitz der Herrschaft Erguel wurde. Ab 1264 unterstand diese Herrschaft dem Fürstbistum Basel, wobei auch die Stadt Biel mit der Zeit immer grösseren Einfluss ausübte.
Jacob Houriet aus Sonvilier war ein reicher Grundbesitzer. Von 1797 bis 1815 gehörte das Dorf zu Frankreich, als Teil des Département Mont-Terrible, das 1800 mit dem Département Haut-Rhin verbunden wurde. Mit dem Wiener Kongress kam der Ort 1815 als Teil des Bezirkes Courtelary zum Kanton Bern.
Am 12. November 1871 wurde in Sonvilier die Juraföderation (französisch Fédération jurassienne) gegründet. Sie war ein Zusammenschluss von jurassischen Sektionen der 1864 in London ins Leben gerufenen Internationalen Arbeiterassoziation (IAA), auch Erste Internationale genannt. Im Gegensatz zu den staatsgesinnten Kommunisten um Karl Marx und Friedrich Engels, die die Politik der Internationale dominierten, verfolgten die Mitglieder der Juraföderation föderalistische, kollektivistische und antiautoritäre Ziele. Mit dem Zirkular von Sonvilier distanzierten sie sich von den Beschlüssen der Londoner Konferenz der IAA, kritisierten das diktatorische Verhalten des Generalrats und forderten eine Reorganisation der Internationale auf föderalistischer Basis. 
Die Juraföderation wurde von Arbeitern aus der Uhrenindustrie getragen, ihre wichtigsten Wortführer waren James Guillaume und Adhémar Schwitzguébel. Sie pflegte enge Beziehungen zu den russischen Revolutionären Michail Bakunin und Pjotr Kropotkin, die das Vallon de Saint-Imier wiederholt besuchten. Die Differenzen zwischen den antiautoritären Sektionen und der zentralistischen Internationale führten zum Zerwürfnis. Am 2. September 1872 wurden Guillaume und Bakunin am Kongress von Den Haag aus der Internationale ausgeschlossen. Darauf reisten 15 antiautoritär eingestellte Delegierte aus Spanien, Italien, Frankreich, den USA und der Schweiz auf Einladung der Juraföderation nach Saint-Imier und gründeten dort am 15./16. September 1872 die Antiautoritäre Internationale. Im Generalstreik von 1918 entschied sich die Arbeiterschaft einstimmig zum Streik.

## Bevölkerung
| Bevölkerungsentwicklung | Bevölkerungsentwicklung |
| Jahr                    | Einwohner               |
| ----------------------- | ----------------------- |
| 1850                    | 2'276                   |
| 1860                    | 2'885                   |
| 1900                    | 2'341                   |
| 1910                    | 1'907                   |
| 1930                    | 1'743                   |
| 1950                    | 1'580                   |
| 1960                    | 1'595                   |
| 1970                    | 1'497                   |
| 1980                    | 1'202                   |
| 1990                    | 1'213                   |
| 2000                    | 1'158                   |

Mit 1199 Einwohnern (Stand 31. Dezember 2023) gehört Sonvilier zu den grösseren Gemeinden des Berner Juras. Von den Bewohnern sind 76,8 % französischsprachig, 17,7 % deutschsprachig und 1,9 % italienischsprachig (Stand 2000). Die Bevölkerungszahl von Sonvilier erreichte bereits um 1860 ihren Höchststand. Danach wurde durch starke Abwanderung ein markanter Rückgang um 60 % verzeichnet. Seit 1980 werden nur noch geringe Schwankungen registriert.

## Politik
Bei den Nationalratswahlen 2023 betrugen die Wähleranteile in Sonvilier (in Klammern die Veränderung im Vergleich zu den Wahlen 2019 in Prozentpunkten): SVP 37,92 % (−0,74), SP 16,39 % (+5,12), Grüne 15,80 % (−0,92), EDU 8,62 % (+4,12), EVP 6,90 % (+3,63), FDP 5,39 % (+0,47), glp 5,17 % (−0,75), Mitte 2,79 % (−3,93), SD 0,39 % (−0,14), PdA/Sol. 0,00 (−1,78).

## Wirtschaft
Sonvilier war bis in die erste Hälfte des 19. Jahrhunderts von der Landwirtschaft geprägt. Danach setzte mit der Einführung der Uhrenindustrie ein rascher wirtschaftlicher Aufschwung ein. Kleinbetriebe im Uhrensektor spezialisierten sich auf die Herstellung von Komponenten, die Vernickelung und die Endbearbeitung – meist in Heimarbeit. 1860 gründete Louis-Ulysse Chopard in Sonvilier die Uhrenmanufaktur Chopard. Die Uhrenindustrie wurde von den Krisen in den 1930er und 1970er Jahren hart getroffen, heute sind in Sonvilier nur noch wenige Arbeitsplätze im Bereich der Uhrmacherei vorhanden. Mehr Bedeutung haben das Baugewerbe und die Mechanik, daneben gibt es eine Sägerei. Auch die Landwirtschaft spielt noch eine bedeutende Rolle, wobei Viehzucht und Milchwirtschaft überwiegen. Zahlreiche Erwerbstätige sind Wegpendler und arbeiten in La Chaux-de-Fonds oder in Saint-Imier.

## Verkehr
Die Gemeinde ist verkehrsmässig recht gut erschlossen. Sie liegt an der Hauptstrasse von Biel nach La Chaux-de-Fonds. Am 30. April 1874 wurde die Eisenbahnlinie von Biel nach Convers mit einem Bahnhof in Sonvilier eröffnet. Einen weiteren Bahnanschluss bekam die Gemeinde am 7. Dezember 1892 mit einer Haltestelle in La Chaux-d’Abel, als die Eisenbahnlinie der Saignelégier–La Chaux-de-Fonds-Bahn, einer Vorgängerin der Chemins de fer du Jura, eröffnet wurde.

## Sehenswürdigkeiten
Das Ortsbild von Sonvilier ist geprägt durch ein Nebeneinander von alten Bauernhäusern, kubischen Mietshäusern (spätes 19. und Anfang 20. Jahrhundert) und Industriebauten. Auf den Jurahöhen befinden sich zahlreiche charakteristische Bauernhöfe aus dem 17. und 18. Jahrhundert; der älteste Bauernhof ist La Grande Coronelle von 1621. Vom ehemaligen Château d’Erguel sind die Ruinen und der runde Bergfried erhalten. Die reformierte Dorfkirche wurde 1832 errichtet und 1931 renoviert. Das Pfarrhaus wurde 1839 im klassizistischen Stil erbaut. Das Restaurant Le Cercle Ouvrier war das Versammlungslokal des 1904 gegründeten Cercle Ouvrier von Sonvilier, der das Haus 1917 erwarb. Zwischen Sonvilier und Renan liegt das Hospice du Pré aux Bœufs, ein Wohn- und Arbeitsort für Menschen mit sozialpsychiatrischen Problemen.

## Bilder

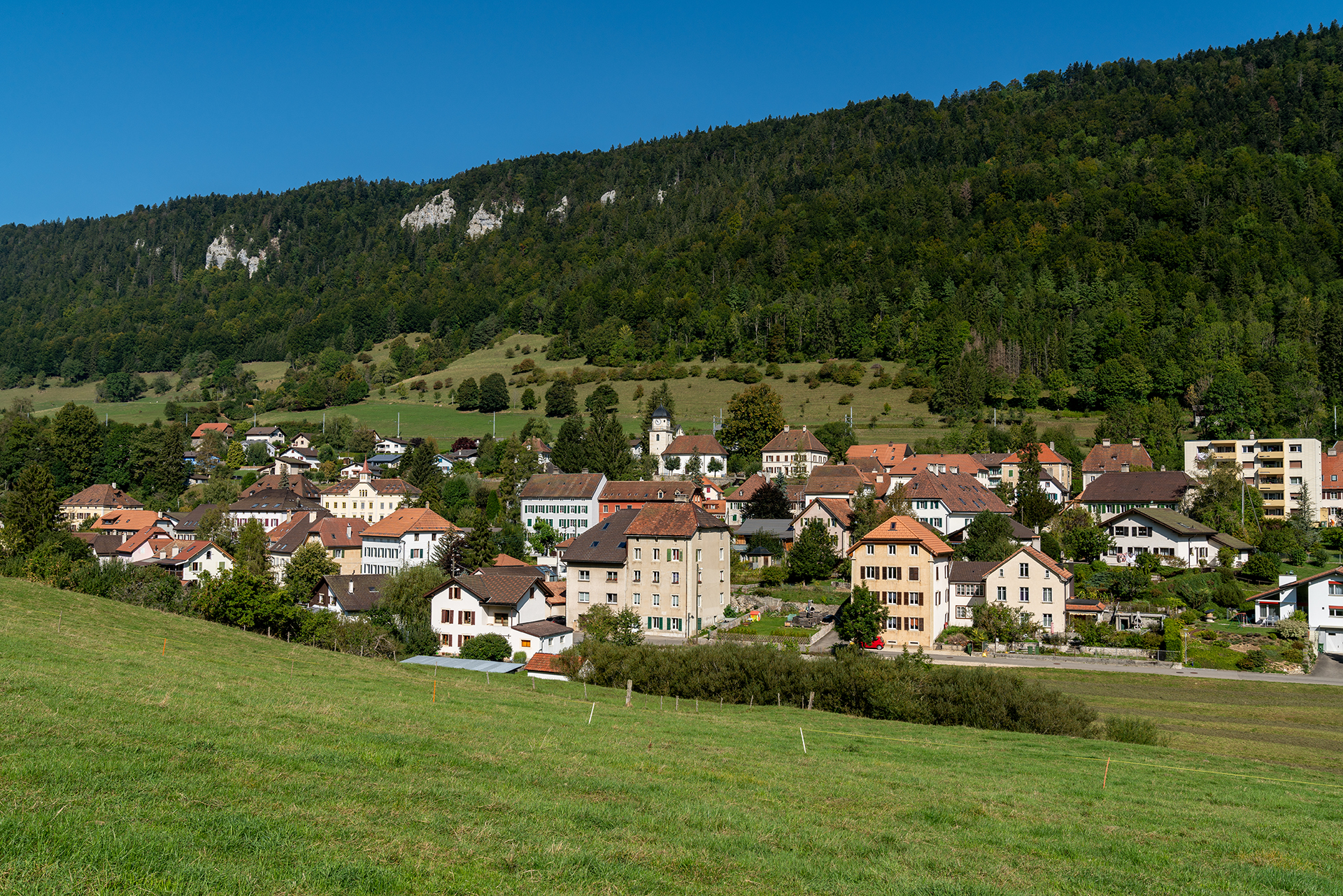
Sonvilier
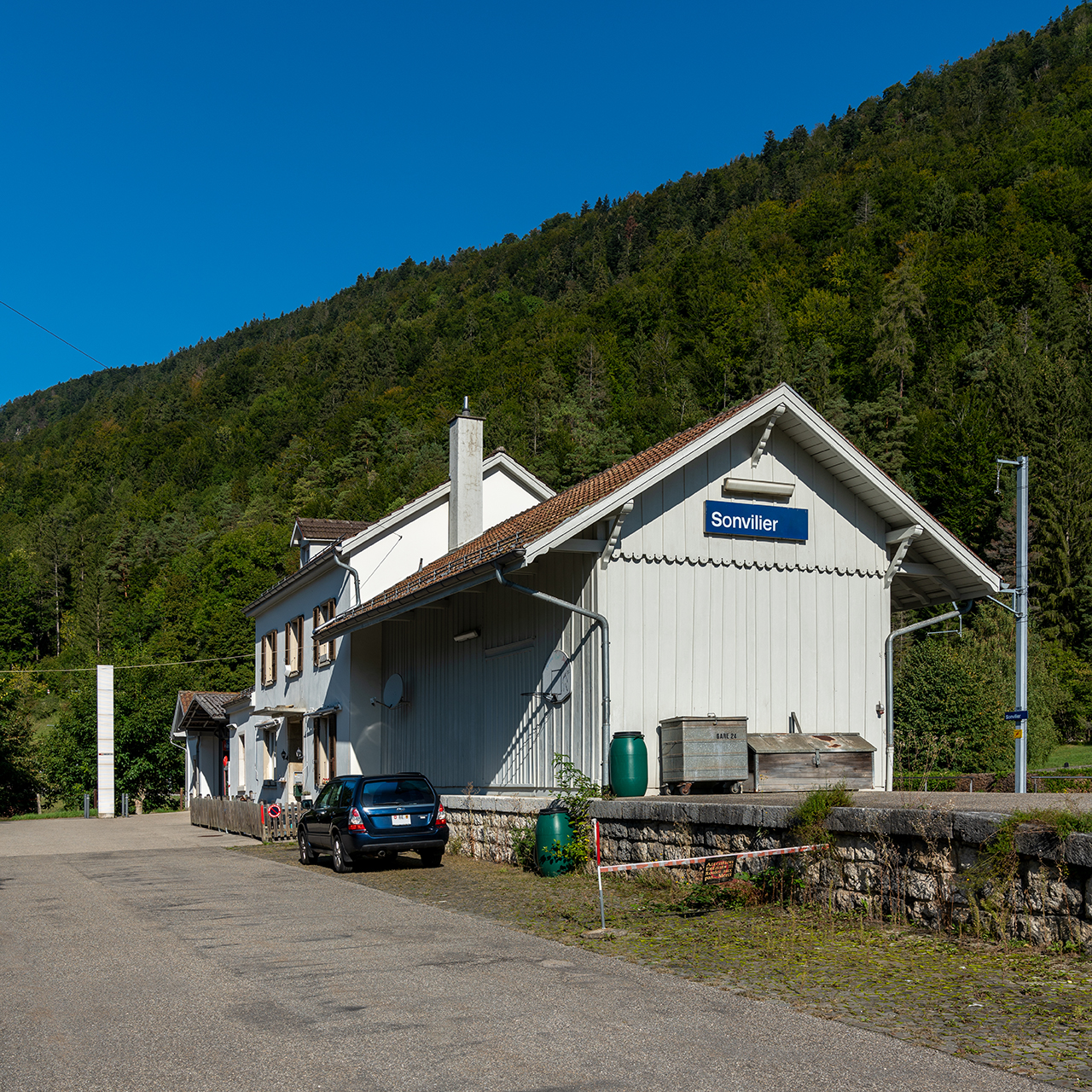
Bahnhof der SBB
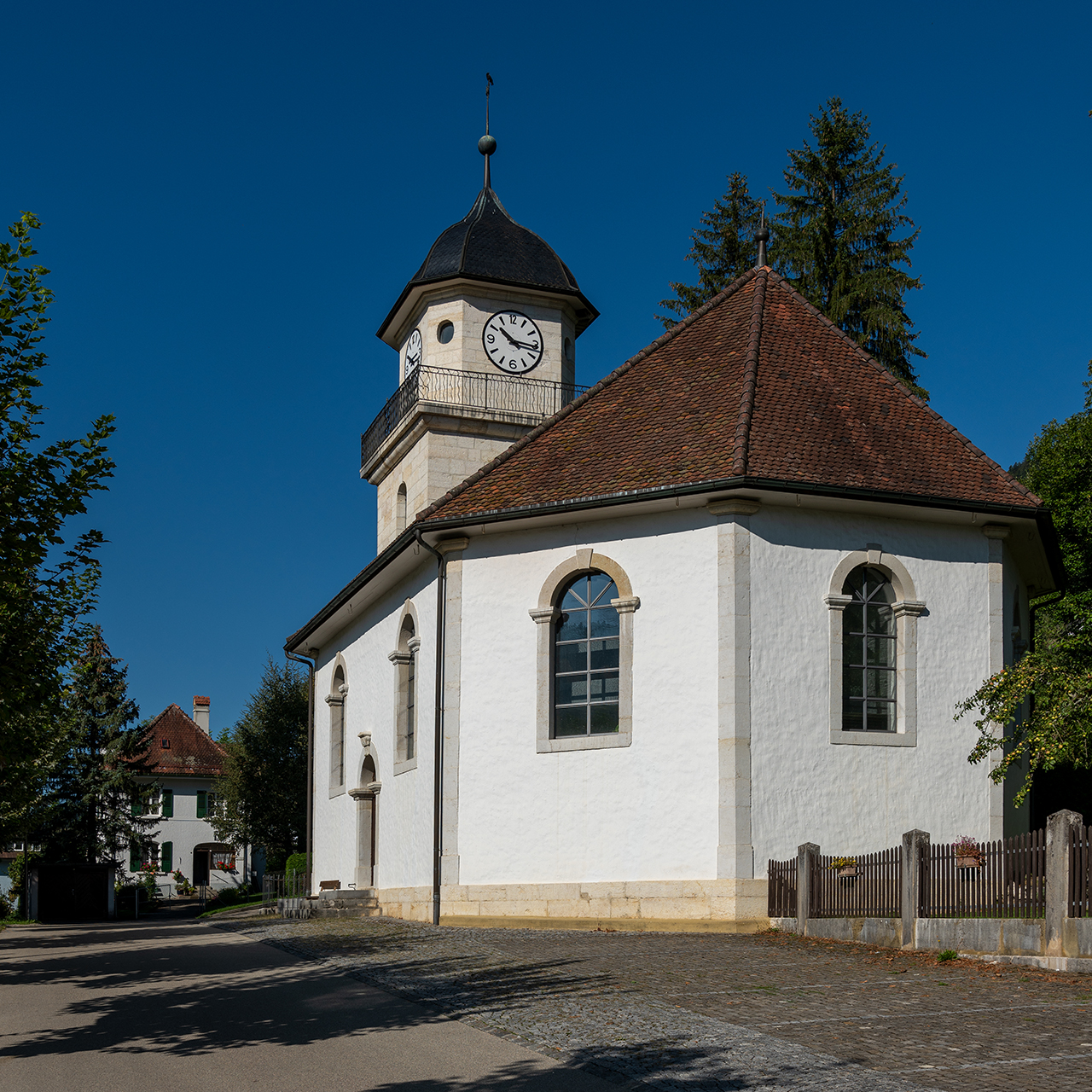
Reformierte Kirche
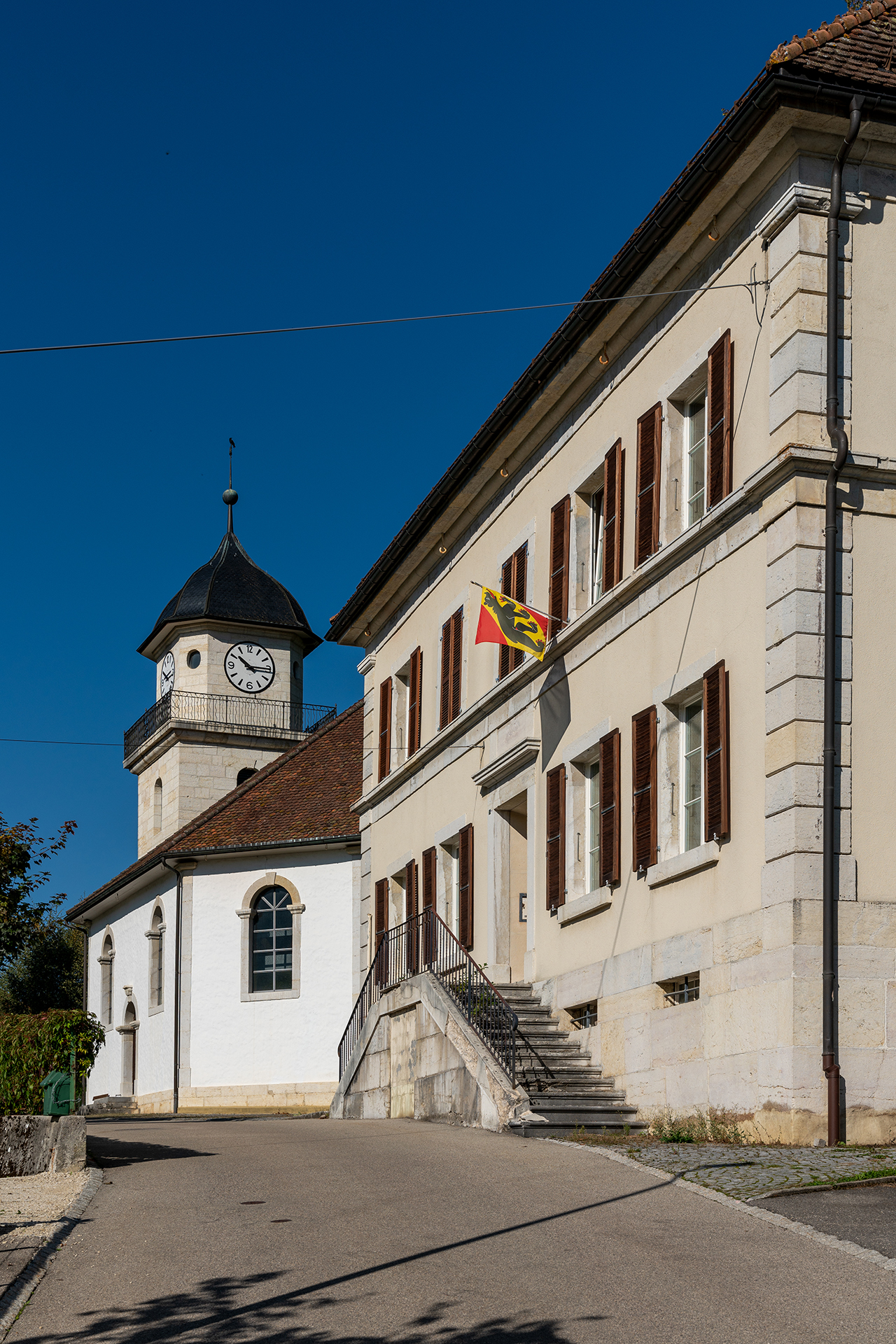
Kirche und Pfarrhaus
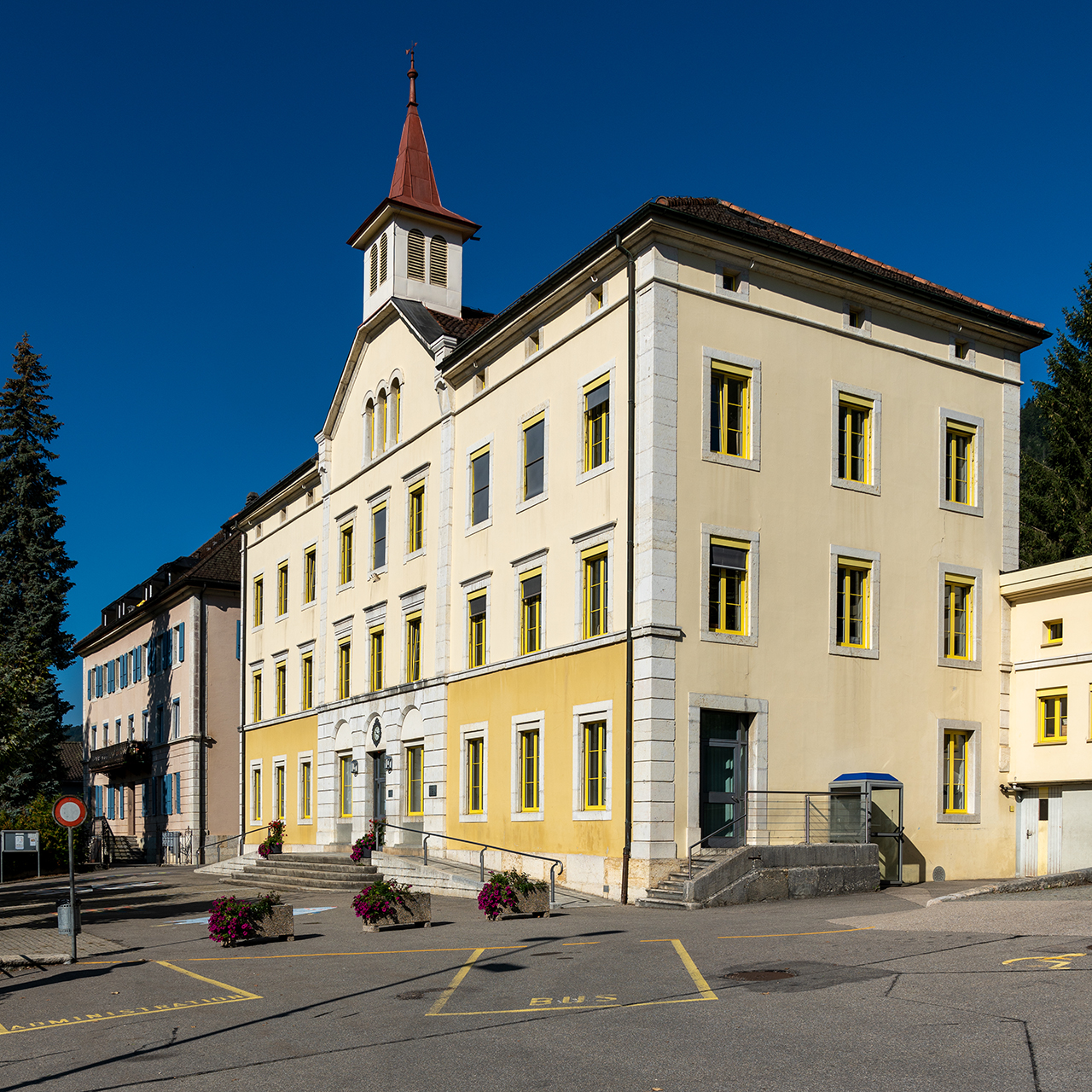
Schulhaus und Gemeindeverwaltung
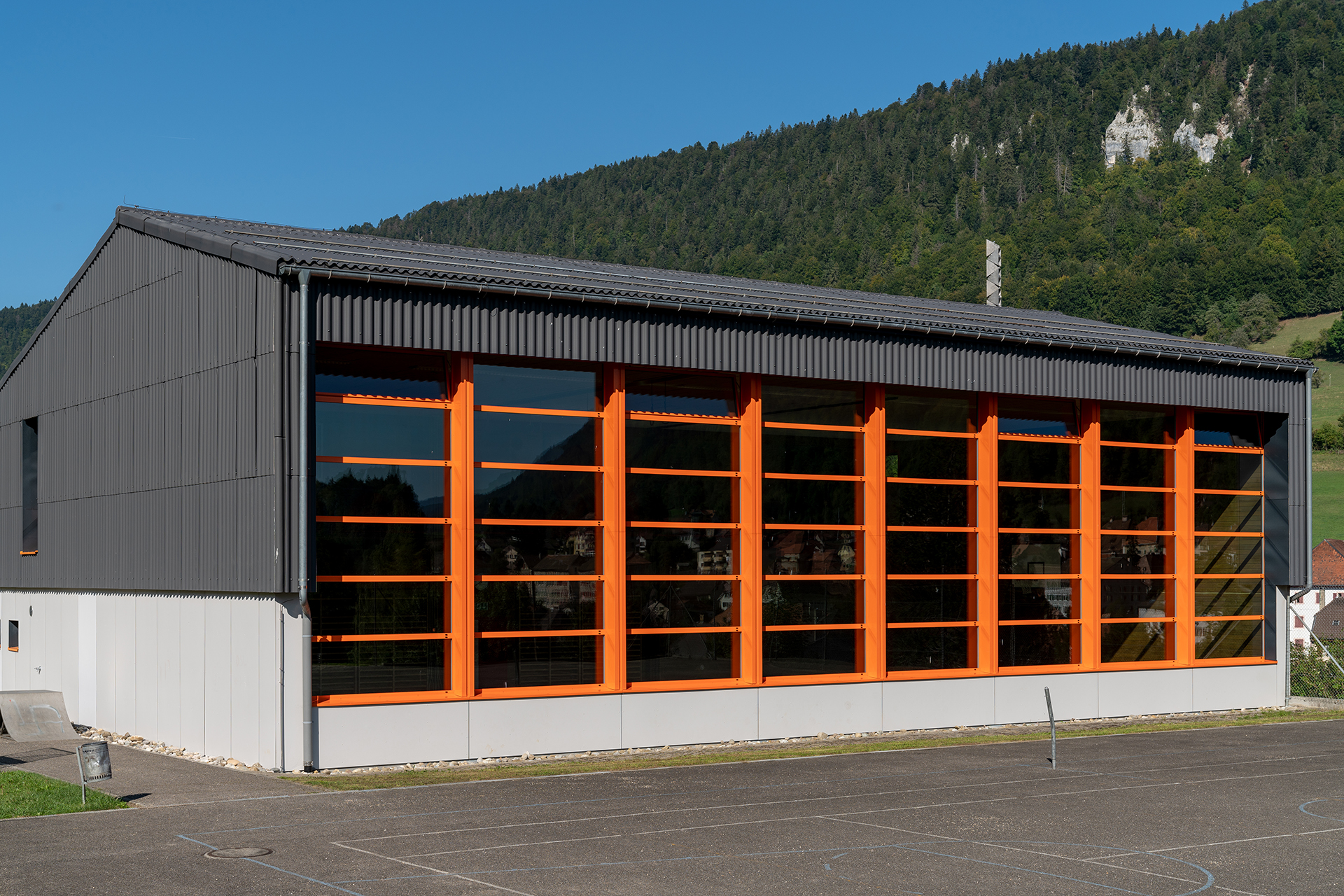
Turnhalle
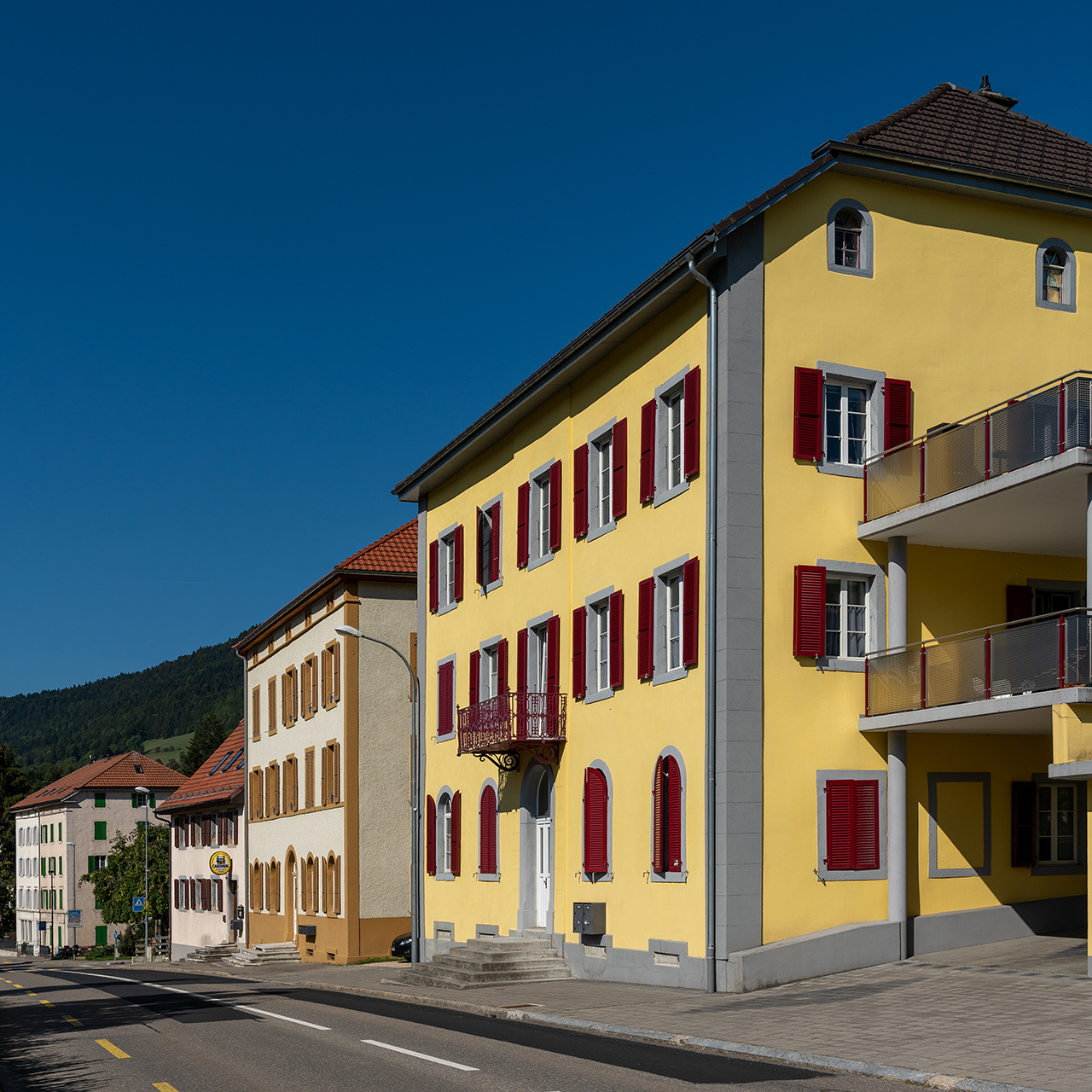
Rue Ferdinand-Gonseth
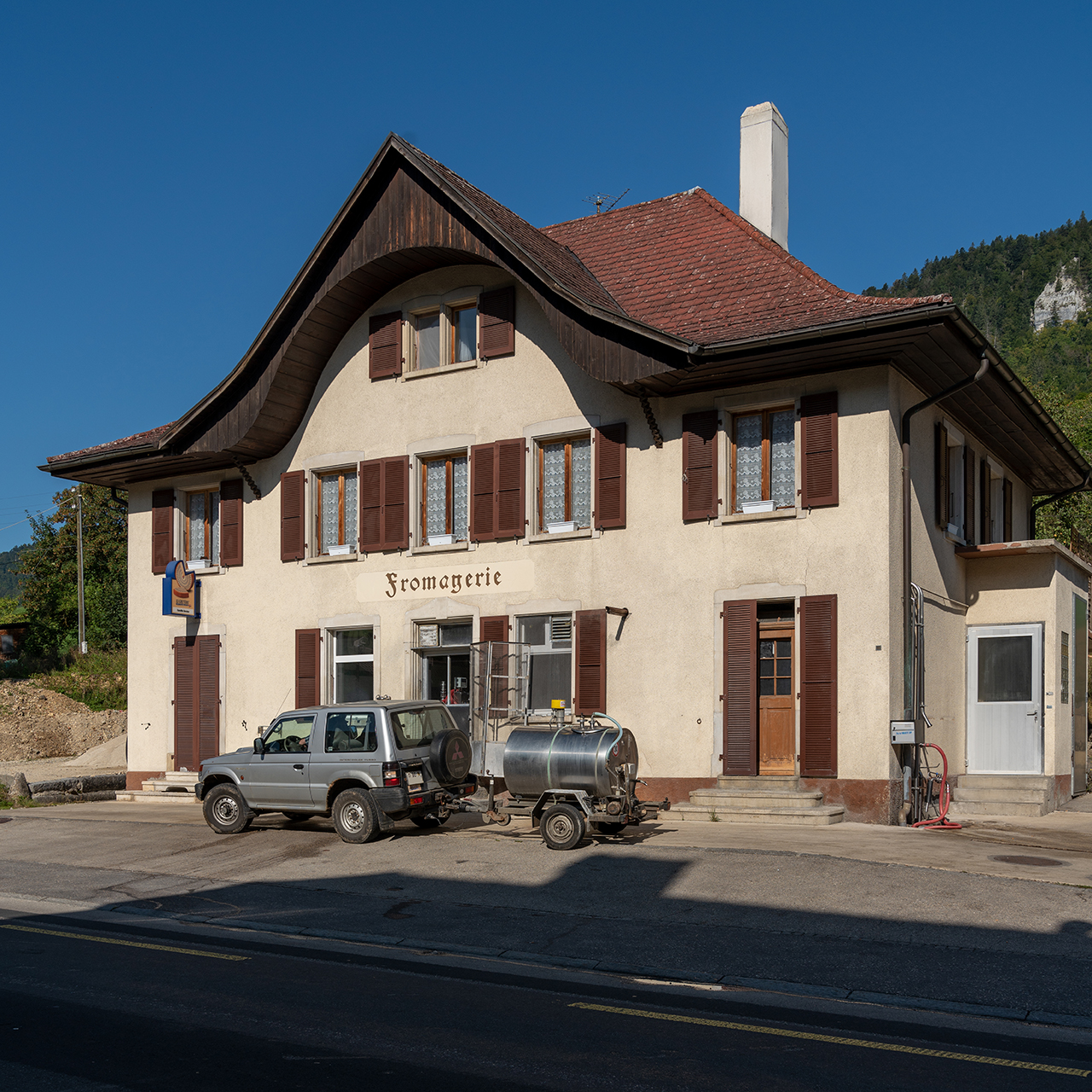
Käserei

## Persönlichkeiten
- Adam-Louis Juillard (1758–1831), Gründer der Uhrenfirma Cortébert[16]
- Louis-Ulysse Chopard (1836–1915), Gründer der Uhrenfirma Chopard
- Adhémar Schwitzguébel (1844–1895), Theoretiker des kollektivistischen Anarchismus
- Adhémar Richard (1853–?), gebürtig von La Chaux-de-Fonds, Maler
- Ferdinand Gonseth (1890–1975), Philosoph und Mathematiker
- Henri Piccot (1899–1972), gebürtig von Renan, Maler
- Arthur Loosli (1926–2021), Konzertsänger und Kunstmaler; wurde in La Chaux-d’Abel geboren
- Pierre-André Marchand (* 1943), Journalist, Satiriker und Chansonnier